# Dipoena sulfurica
Espèce
Dipoena sulfurica est une espèce d'araignées aranéomorphes de la famille des Theridiidae.

## Distribution
Cette espèce se rencontre aux États-Unis en Arizona et au Nouveau-Mexique et au Mexique au Durango,.

## Description
Le mâle holotype mesure 2,8 mm et les femelles de 3,0 à 3,7 mm.

## Étymologie
Son nom d'espèce lui a été donné en référence au lieu de sa découverte, Sulphur Dam.

## Publication originale
- Levi, 1953 : Spiders of the genus Dipoena from America north of Mexico (Araneae, Theridiidae). American Museum Novitates, no 1647, p. 1-39 (texte intégral).